# Cimetière gallo-romain des Trois-Saints (Dreiheiligen)

Le cimetière gallo-romain des Trois-Saints, parfois encore dénommé Dreiheiligen, est un regroupement de vestiges d'un cimetière situé près de Beimbach, hameau du village de Walscheid en France, accessible par le col du Hohwalsch en venant, soit de la vallée de la Bièvre, soit de la vallée de la Zorn. 

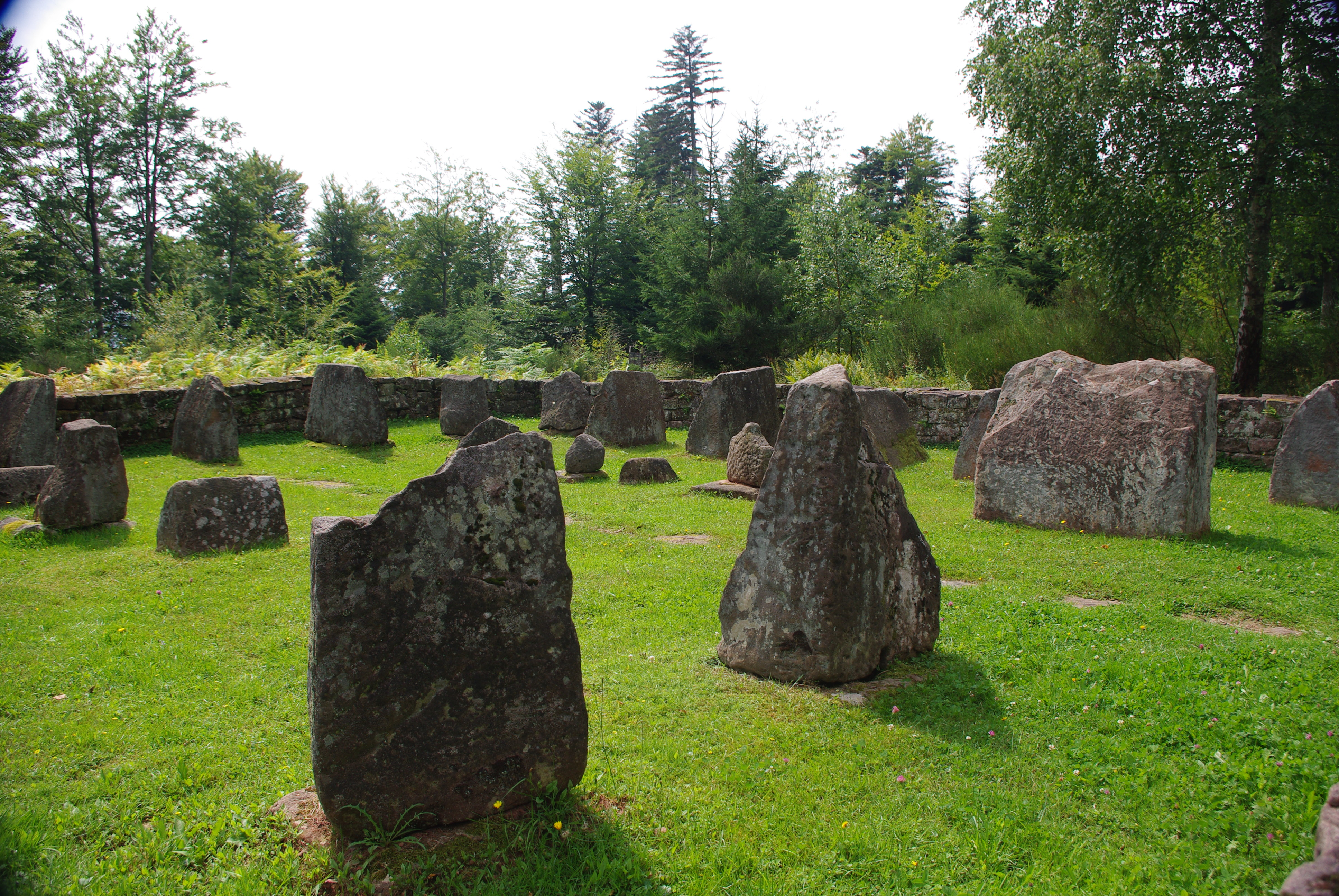
cimetière gallo-romain de Beimbach, commune de Walscheid

## Histoire et interprétation
Au XIXe siècle, des archéologues, dont essentiellement Emil Linckenheld, y ont regroupé à l’intérieur d’un mur d’enceinte des stèles-maisons trouvées dans les environs de Beimbach. Ce sont des pierres tombales en forme de maison ou de hutte contenant parfois une cavité pour recevoir une urne funéraire contenant les cendres du défunt. Ce type de tombes est attribué aux Celtes.
La recherche archéologique montre que les stèles-maisons ne sont pas uniquement attestées chez les Leuques et Médiomatriques, les deux cités gauloises majeures de la Lorraine mais aussi chez leurs voisins comme les Trévires, les Rèmes, les Séquanes, les Suessions et les Belges. Là où les huttes étaient rondes et non carrées, les stèles prenaient une forme ronde. Michel Ragon explique qu'il y a eu évolution entre la tombe-maison souterraine et la stèle-maison extérieure. L'ouverture creusée en bas de la stèle est une forme de passage entre le monde des morts et celui des vivants. Il fallait boucher ce trou si l'on ne voulait pas que le mort revienne parmi les vivants. Certains obturateurs ont été retrouvés dans les vestiges à côté des stèles. 
Les stèles-maisons visibles dans le cimetière de Beimbach sont d'une extrême simplicité. Pour observer des stèles-maisons somptueuses, devenues mausolées funéraires avec l'influence romaine, parfois très hautes, il faut se rendre dans les musées du Grand-Est.

## Tourisme vert et culturel

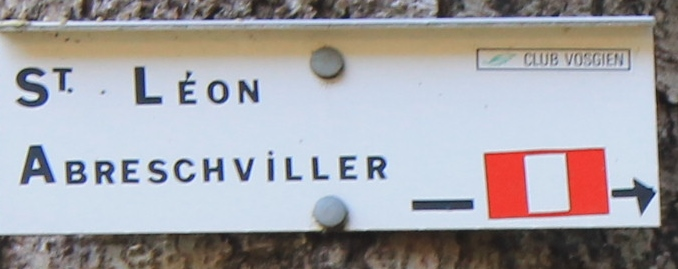
Randonnée CV annexe du GR 53

### Randonnées pédestres
Le cimetière gallo-roman tout comme le col du Hohwalsch se trouvent sur le sentier de grande randonnée annexe du GR53 matérialisé par le rectangle rouge du GR53 avec une bande blanche verticale au centre. Il fait la liaison avec le GR53 à Dabo et le GR5 à Abreschviller venant du Donon. La jonction est faisable en une journée de marche. Trois sentiers secondaires balisés avant et après le cimetière conduisent à Walscheid, Harreberg ou le massif du Hengst. 
Le sentier annexe du GR53 permet de découvrir outre les vestiges gallo-romains, Dabo et son rocher, la chapelle et la grotte Saint-Léon, faisant référence au pape Léon IX.

### Circuits et rallye VTT
Le Circuit du cimetière gallo-romain est une randonnée VTT facile, balisée 3 W (Balisage type FFC/FFCT) de 13 km de distance avec un dénivelé de 300 m. 

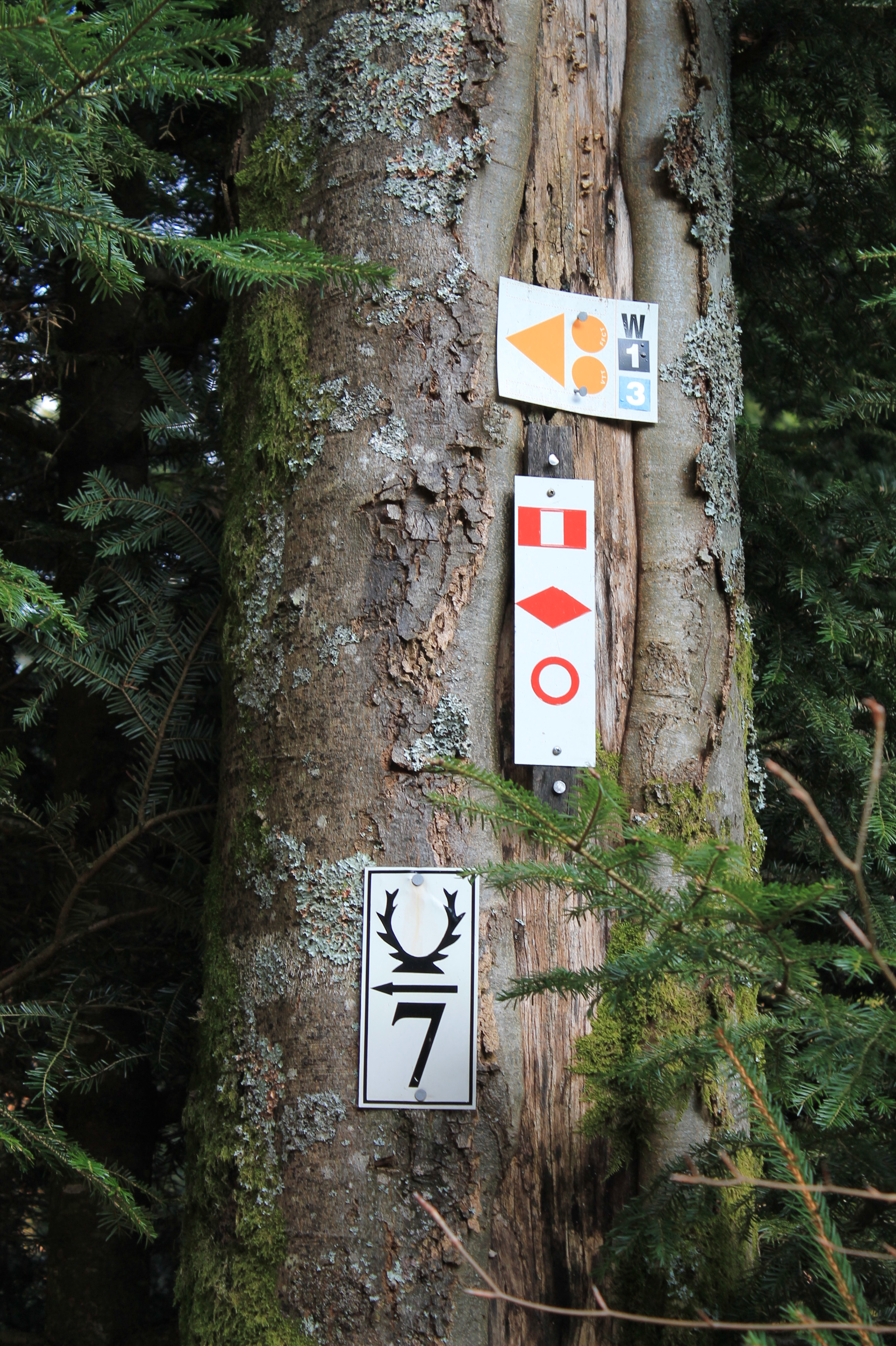
Balisage Club vosgien, FFC, Trophée du Cerf

Un sentier balisé 1 W passe également à proximité du cimetière gallo-romain.
Le Trophée du Cerf est un rallye VTT qui a déjà connu plusieurs éditions. Les circuits changent à chaque fois et les organisateurs proposent différents trajets en fonction du niveau des participants. Le balisage est reconnaissable aux bois du cerf (voir photo ci-contre).

### Musées régionaux
Comme l'indique le panneau co-rédigé par le Conseil général de la Moselle, l'Office du tourisme de Walscheid et l'ONF, le cimetière "fut hélas pillé au XIXe siècle par des archéologues au bénéfice des musées de Saverne, Strasbourg, Colmar, Metz et bien d'autres".
La dimension culturelle de la randonnée consiste à passer du site naturel aux musées gallo-romains de Sarrebourg, Saverne ou Metz par exemple. De nombreuses pièces de ce cimetière y conservées, notamment les stèles-maisons comportant des décorations, des bas-reliefs  ou des statuettes. L'apport du musée complète judicieusement  les premières impressions acquises sur le terrain. Comme on peut le voir avec les pièces exposées, les romains ont, en effet, adopté cette pratique funéraire en la développant ou en la personnalisant. Le musée du pays de Sarrebourg comporte une section sur les hameaux gallo-romains des Vosges et de son piémont, les villas romaines. Le Musée de la Cour d'Or de Metz expose également des stèles funéraires.